# 천준호
천준호(千俊鎬, 1971년 2월 15일~)는 대한민국의 정치인으로 제21·22대 국회의원(서울 강북구 갑, 더불어민주당)이다.

## 생애
1971년 서울에서 태어나 대광고등학교와 경희대학교 사학과를 졸업했다.
한국청년연합 사무처장과 공동대표를 지내며 청년의 권익과 정치참여를 위해 노력했다.
2005년 덕수궁 터 미대사관 아파트 신축 반대 시민모임 공동집행위원장을 맡아 문화재 보호라는 관점에서 덕수궁터는 그대로 유지, 보존해야 한다는 점을 피력하고 이를 막아냈다.
2009년 노무현 전 대통령과 김대중 전 대통령의 시민추모위원회 집행책임자도 지냈다.
‘2010지방선거 유권자희망연대’ 운영위원장과 ‘내가꿈꾸는나라’ 기획위원장을 역임하며 국민이 원하는 정치를 위한 방안을 제시해왔다. ‘아버지육아휴직할당제’, 투표 당일 출근하는 청년들을 위한 투표 시간 연장 법안 발의, 청년 비례대표 공천 제안 등도 주도했다.
2011년부터 박원순 서울시장 기획보좌관, 비서실장, 정무보좌관을 역임했다.
2016년 2월 더불어민주당의 영입인재로 입당하여 현재 더불어민주당 뉴파티위원회 위원이다. 20대 총선에서 서울 강북구갑 선거구에 더불어민주당 후보로 공천되었다.
2020년 4월 15일 21대 총선에서 강북구 갑의 국회의원으로 당선되었다.
20대 대선에서 이재명 후보의 열린캠프에 참여했고 이후 민주당 대선후보 선거대책위원회에서는 비서실 수석부실장과 매타버스(매주타는 민생버스) 추진단장을 맡아 이재명 대선 후보 당선을 위해 노력했다. 
2022년 8월부터는 더불어민주당 이재명 당대표 비서실장을 역임하고 있다. 
제21대 국회 전반기에는 국회 국토교통위원회 위원, 후반기에는 행정안전위원회 위원으로 활동하고 있으며, 국회 용산 이태원 참사 진상규명과 재발방지를 위한 국정조사 특별위원회 위원과 국회 운영위원회 위원도 지냈다. 
국회 등원 후 수상 경력으로는 더불어민주당 원내대표 선정 국정감사 우수의원상을 4년 연속(2020~2023년) 수상하였으며, 대한민국 국회 의정대상 입법활동부문 우수의원(제1회, 제3회) 2회 수상, 2020년~2021년 2년 연속 국정감사NGO모니터단 국정감사 국리민복상 수상, 2021년 법률소비자연맹 대한민국 국회 헌정대상 등을 수상했다. 
2024년 4월 10일 치러진 22대 강북구갑 국회의원선거에서 당선되었다. 

## 학력
- 1983년  용두국민학교 졸업
- 1986년  대광중학교 졸업
- 1989년  대광고등학교 졸업
- 1994년  경희대학교 사학과 학사
- 2002년  경희대학교 행정대학원 자치행정학과(도시행정) 석사 수료

## 경력
- 1993년  경희대학교 총학생회장
- 1998년  청년정보문화센타 사무국장
- 1999년  한국청년연합(KYC) 자원활동센터 소장
- 2000년  한국청년연합(KYC) 사무처장(~2002년)
- 2002년 ‘덕수궁 터 미대사관 아파트 신축 반대 시민모임’ 공동 집행위원장(~2005)
- 2003년  한국청년연합(KYC) 서울지부 공동대표(～2005)
- 2004년  문화재청 시민정책자문위원(~2008)
- 2006년  (사)통일교육협의회 이사(~2008)
- 2006년  시민사회단체연대회의 운영위원(~2009)
- 2006년  한국청년연합회(KYC) 공동대표(~2009)
- 2009년  한국청년상 위원회 집행위원장(~2010)
- 2009년  전국시민운동가 대회 기획위원장(전남 강진)
- 2009년  김대중 전 대통령 시민추모위원회 집행책임자
- 2009년  노무현 전 대통령 시민추모위원회 집행책임자
- 2010년  희망과대안 운영위원
- 2010년  민주당 제5회 전국동시지방선거 유권자희망연대 운영위원장
- 2010년  노무현 전 대통령 1주기 시민추모위원회 집행책임자
- 2011년  박원순 서울특별시장 기획보좌관(~2014)
- 2011년  2011년 하반기 재보궐선거 무소속 박원순 서울특별시장 후보 캠프 시민유세단장
- 2011년  혁신과통합 시민참여위원장
- 2011년  미국 국무성 초청 국제지도자연수(IVLP)
- 2011년  내가꿈꾸는나라 기획위원장
- 2014년  박원순 서울특별시장 비서실장(~2015)
- 2015년  박원순 서울특별시장 정무보좌관(~2015년 12월)
- 2016년 2월~2016년 3월: 대한민국 제20대 국회의원 선거 서울 도봉구 을 더불어민주당 국회의원 예비후보
- 2016년 2월: 더불어민주당 뉴파티위원회 위원
- 2016년 5월~: 더불어민주당 서울특별시당 강북구 갑 지역위원회 위원장
- 2017년 8월: 더불어민주당 정당발전위원회 위원
- 2020년 4월 15일 대한민국 제21대 국회의원 선거 당선(서울 강북구 갑, 더불어민주당, 초선)
- 2020년 9월~2022년 9월: 더불어민주당 중소기업특별위원회 위원장
- 2021년 6월~2022년 10월: 민주연구원 부원장
- 2022년 3월~2023년 5월: 더불어민주당 원내부대표(기획)
- 2022년 8월~2024년 8월: 더불어민주당 이재명 당대표 비서실장
- 2024년 4월 10일 대한민국 제22대 국회의원 선거 당선(서울 강북구 갑, 더불어민주당, 재선)
- 2024년 8월~2025년 8월: 더불어민주당 전략기획위원회 위원장

### 의정 활동
- 2020년 5월 30일~2024년 5월 29일: 제21대 국회의원(서울 강북구 갑, 더불어민주당, 초선)
  - 2020년 6월~2022년 5월: 제21대 국회 전반기 국토교통위원회 위원
  - 2022년 4월~2023년 3월: 제21대 국회 전·후반기 국회운영위원회 위원
  - 2022년 7월~2024년 5월: 제21대 국회 후반기 행정안전위원회 위원
  - 2022년 11월~2023년 1월: 제21대 국회 용산 이태원 참사 진상규명과 재발방지를 위한 국정조사 특별위원회 위원
- 2024년 5월 30일~: 제22대 국회의원(서울 강북구 갑, 더불어민주당, 재선)
  - 2024년 6월~2025년 1월: 제22대 국회 전반기 정무위원회 위원
  - 2025년 1월~2025년 7월: 제22대 국회 전반기 보건복지위원회 위원
  - 2025년 7월~: 제22대 국회 전반기 국토교통위원회 위원

## 역대 선거 결과
|  | 34.68% |

|  | 57.75% |

|  | 57.23% |

## 소속 정당
| 소속 정당 | 소속 정당    | 소속 기간 | 비고      |
| --------- | ------------ | --------- | --------- |
|           | 더불어민주당 | 2016~현재 | 정계 입문 |

## 같이 보기
- 강북구 갑
- 서울 강북구의 국회의원
- 서울특별시청
- 대한민국 제20대 국회의원 선거
- 대한민국 제21대 국회의원 선거
- 대한민국 제22대 국회의원 선거